# Hotel España
El Hotel España, también conocido como Fonda España, se encuentra situado en la calle San Pablo de Barcelona, cerca de Las Ramblas en el barrio del Raval.
Cuenta con una trayectoria histórica que se remonta al año 1850. Se trata de un edificio construido en un principio para viviendas de alquiler por Joan y Pau Riba. Posteriormente, en el año 1859, se transforma su uso para albergar la Fonda de España, y no es sino hasta 1863 cuando se da a conocer entre los viajeros de la época. En 1888, empieza a denominarse "Hotel", nombre de origen francés que otorga una connotación diferencial de servicio y trato respecto a las fondas tradicionales. El cambio y decoración del edificio se encargó al arquitecto modernista Lluís Domènech i Montaner.
Su interior es realmente admirable, la entrada tiene columnas de mármol, esgrafiados y lámparas con marcado estilo modernista. Una gran chimenea en mármol fue modelada por Eusebio Arnau y realizada por Alfons Jujol, representa el paso del tiempo entre el nacimiento y la vejez, con el coronamiento de un gran escudo de España.
En los comedores del restaurante, se puede apreciar la gran ornamentación que contienen, un mural en el fondo con sirenas, arrimaderos de madera tallada con cerámica vidriada decorada con escudos de ciudades de España, vitrales y lámparas de metalistería.
Entre 2007 y 2011 se llevó a cabo una profunda rehabilitación para recuperar los interiores originales de la finca y convertirlo en un hotel de dos a cuatro estrellas y considerado "joya del Modernismo Catalán". Coincidiendo con esta remodelación, se inauguró en el antiguo comedor modernista un restaurante que recupera la marca histórica Fonda España y que está bajo la dirección gastronómica de Martín Berasategui, galardonado con 12 estrellas Michelín. El restaurante recupera el antiguo concepto de las fondas apostando por la cocina más tradicional con un guiño a la cocina moderna. 

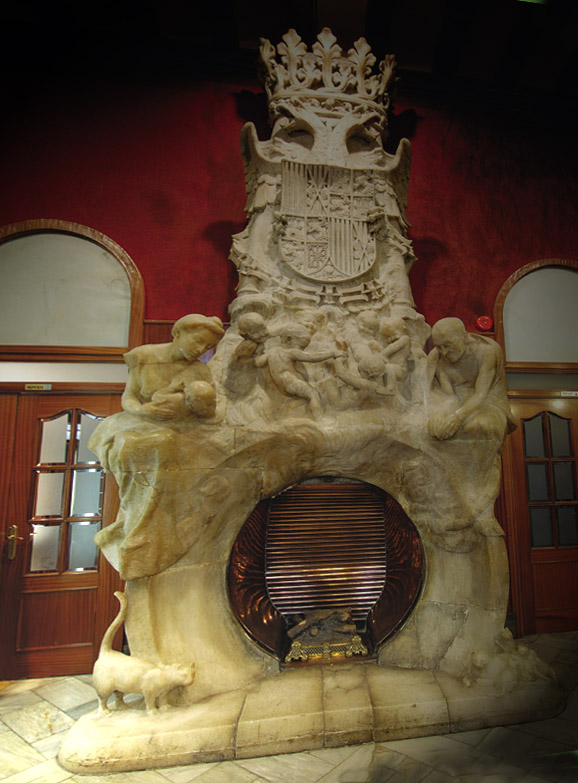
Chimenea realizada por Eusebio Arnau.
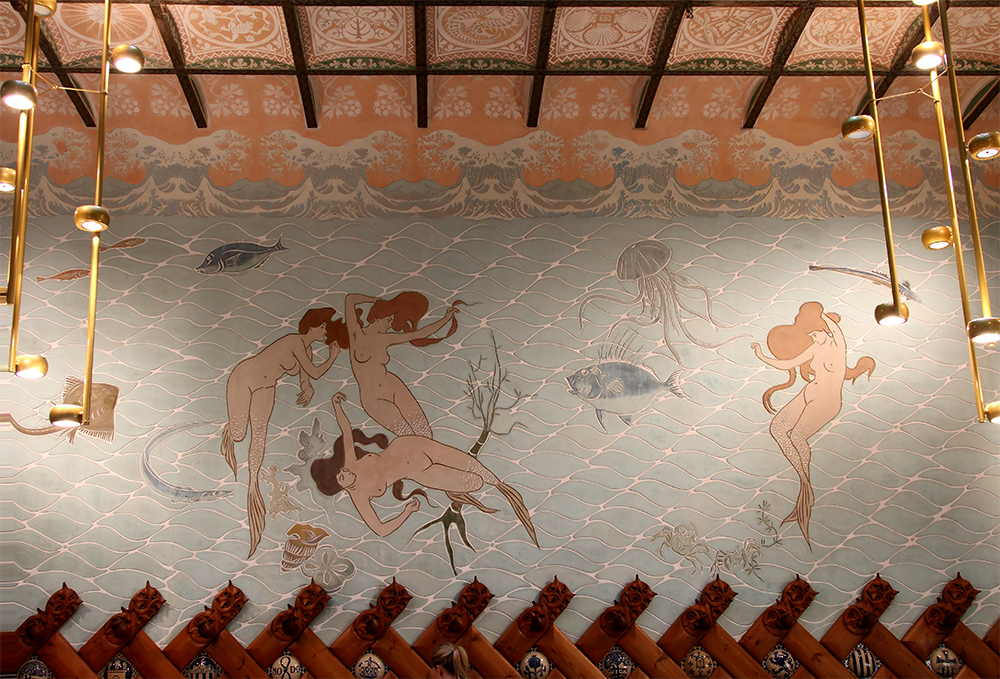
Esgrafiado del fondo marino con sirenas, obra de Ramón Casas.
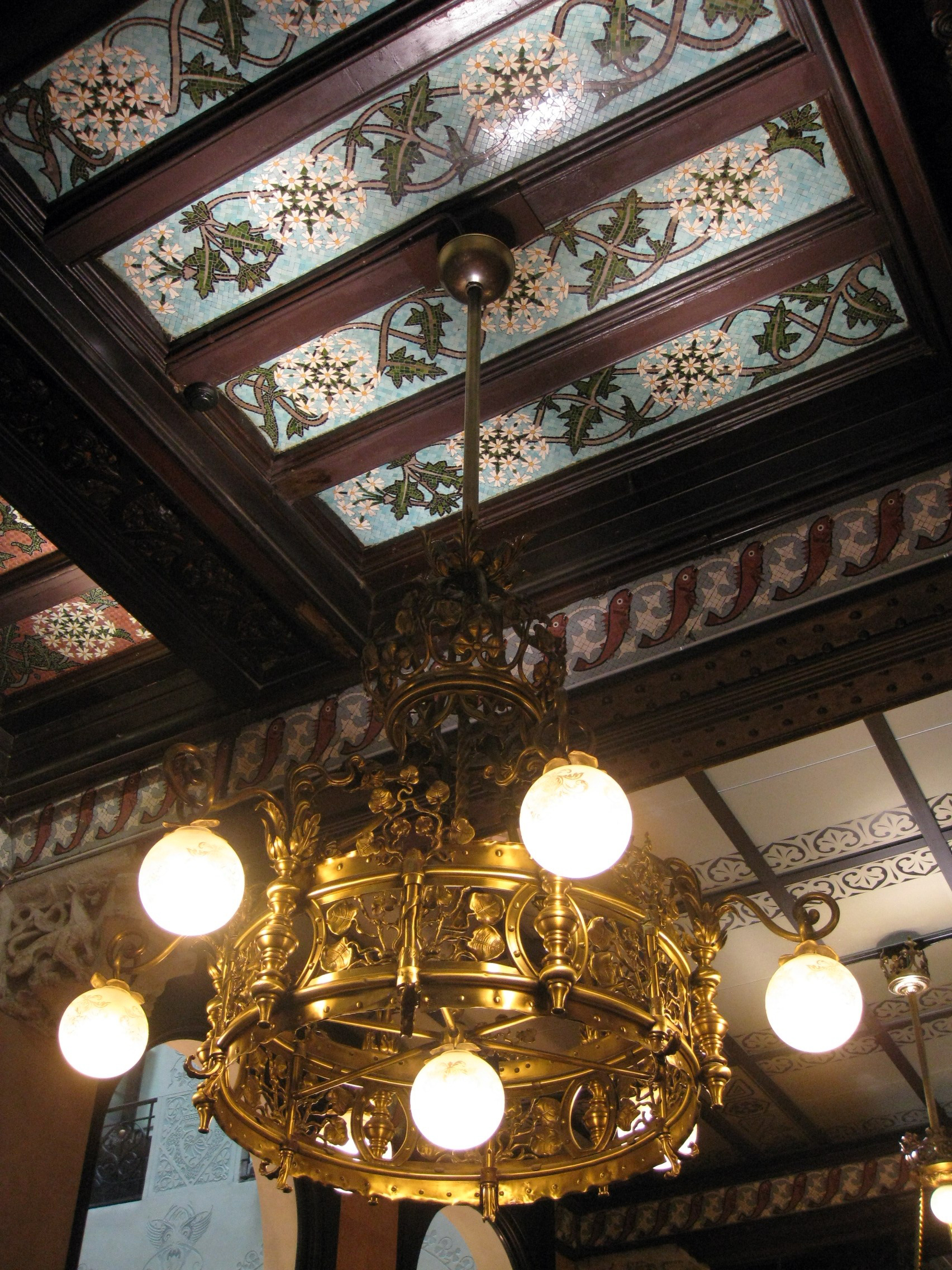
Lámpara y detalle del techo.